# Piechota liniowa

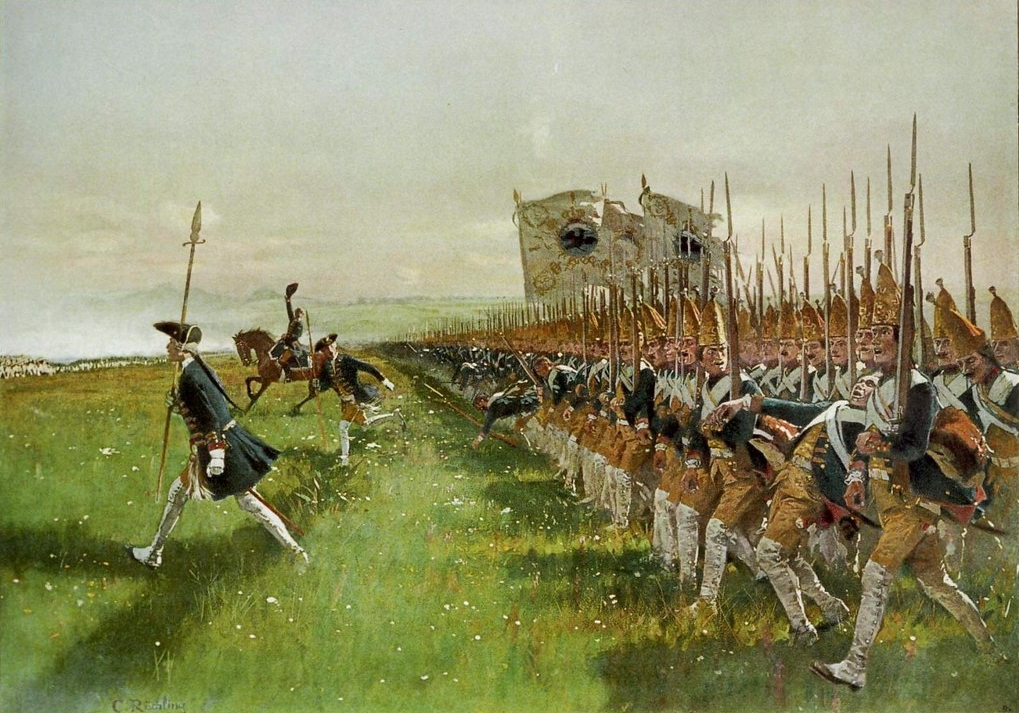
Atak pruskiej piechoty pod Dobromierzem w 1745

Piechota liniowa – podstawowa formacja piechoty, funkcjonująca powszechnie od XVII do XIX w., uzbrojona najczęściej w karabiny z bagnetami.
Od XVI do XVII w. podstawowe jednostki piechoty składały się z dwóch uzupełniających się formacji: muszkieterów (prowadzących ogień z muszkietów), oraz uzupełniających ich pikinierów (uzbrojonych w piki, stanowiących ochronę muszkieterów przed atakami kawalerii). W XVII w. wraz z pojawieniem się nowocześniejszych karabinów wyposażonych w bagnety (stanowiących połączenie broni palnej z długą bronią białą), utrzymywanie dwóch odrębnych formacji straciło rację bytu. W ich miejsce powstała uniwersalna formacja piechoty liniowej, której uzbrojenie umożliwiało jej zarówno walkę z dystansu (ogień karabinowy) jak i bezpośrednie starcia z kawalerią lub piechotą przeciwnika (walka wręcz na bagnety).
Oddziały piechoty liniowej walczyły w batalionach liczących 120-500 ludzi. Bardzo niska szybkostrzelność ówczesnej broni palnej wymuszała na żołnierzach piechoty liniowej stosowanie taktyki kontrmarszu i prowadzenia ognia salwowego. Kontrmarsz polegał na ustawieniu piechoty w formację liniową (ciąg ustawionych po sobie równoległych szeregów), po oddaniu salwy pierwszy szereg (linia) przemieszczał się na koniec szyku w celu nabicia broni, dając jednocześnie miejsce do oddania kolejnej salwy drugiemu szeregowi. Rosła dzięki temu intensywność prowadzonego ognia. Wobec ryzyka szarży kawalerii piechota liniowa broniła się stosując formację czworoboku (ustawienie na planie kwadratu lub prostokąta) zabezpieczające przed atakiem z każdej możliwej strony.